# فهرست شهرهای آروبا
فهرست شهرهای آروبا
- برزیل، آروبا
- بوبالی
- سرو کلورادو
- کورا کابای
- ملموک
- مدیکی (روستا)
- نورد، آروبا
- اورانیه‌استاد، آروبا (پایتخت)
- پاویا، آروبا
- پیدرا پلات
- پونتون، آروبا
- پاس چیکیتو
- سنت نیکولاس، آروبا
- سانتا کروز، آروبا
- ساوانتا، آروبا
- وایاکا